# Bollemælk
Bollemælk er en gammel dansk ret bestående af brød- eller melboller liggende til blød i varm mælk, ofte drysset med sukker eller kanel.

## Talemåde
Talemåden "ikke stikke op for bollemælk" betyder, man ikke giver op eller lader sig nøje med mindre gode ting.
Der er uenighed om udtrykkets oprindelse. Nudansk Ordbog angiver ifølge Henrik Lorentzen at udtrykket stammer fra at høstkarle som udførte det hårde arbejde på landet med at løfte hø eller halm op (=stikke op) med høtyve, nægtede at lade sig spise af med retten bollemælk, men ville have bedre kost end det. Lars Henriksen og Anders W. Bertelsen giver samme forklaring i henholdsvis Kristeligt Dagblad og Fyens Stiftstidende.  Men i Ordbog over det danske Sprog (ODS) er udtrykket optaget under betydningen "give tabt" eller "give op" af at "stikke op".
Lektor Asgerd Gudiksen fra Institut for Nordiske Studier og Sprogvidenskab ved Københavns Universitet vurderer i Samvirke at forklaringen med at stikke hø eller halm op er usandsynlig, og mener at betydningen "give op" er mest sandsynlig. Hun henviser bl.a. til at bollemælk ikke blev anset for en dårlig ret, samt at varianten af udtrykket "han går ikke af vejen for bollemælk" er kendt fra Lolland.